# Rivière du Trou au Chien
La rivière du Trou au Chien est un cours d'eau de Guadeloupe prenant source dans le parc national de la Guadeloupe et se jetant dans la mer des Caraïbes.

## Parcours
Longue de 7,3 km de longueur[réf. nécessaire] et prenant sa source dans le massif de la Madeleine, la rivière du Trou au Chien constitue la limite entre la commune de Trois-Rivières et de Capesterre-Belle-Eau sur Basse-Terre. Elle se jette dans l'océan Atlantique à la pointe Coq-Souris.